# Barbara Kaltenbacher
Barbara Kaltenbacher ist eine österreichische Mathematikerin.
Ihre Forschung befasst sich mit inversen Problemen, Regularisierung und Optimierung im Zusammenhang mit partiellen Differentialgleichungen. Dazu gehören Anwendungen, wie die mathematische Modellierung von Piezoelektrizität und nichtlinearer Akustik.  Sie ist Professorin für Angewandte Analysis an der Universität Klagenfurt, Vorsitzende der Österreichischen Mathematischen Gesellschaft (ÖMG) und war Chefredakteurin des Journal of the European Mathematical Society.

## Ausbildung und akademischer Werdegang
Kaltenbacher studierte Mathematik an der Johannes-Kepler-Universität Linz, wo sie 1993 ihr Diplom erwarb und 1996 promovierte. Heinz Engl betreute ihre Dissertation Some Newton type methods for the regularization of nonlinear ill-posed problems. Bis 2001 war sie in Linz als Wissenschaftlerin tätig. Nach befristeten Anstellungen an der Friedrich-Alexander-Universität Erlangen-Nürnberg, der Universität Göttingen und der Universität Linz wurde sie 2006 an der Universität Stuttgart Professorin. 2010 wechselte sie an die Universität Graz und 2011 auf ihre aktuelle Professur an der Universität Klagenfurt. Barbara Kaltenbacher wurde 2021 zum korrespondierenden und 2023 zum wirklichen Mitglied der Österreichischen Akademie der Wissenschaften gewählt.

## Bücher
Kaltenbacher ist Co-Autorin folgender Bücher:
- Iterative Regularization Methods for Nonlinear Ill-Posed Problems (mit A. Neubauer und O. Scherzer, de Gruyter, 2008)[6]
- Regularization Methods in Banach Spaces (mit Thomas Schuster, Bernd Hofmann und Kamil S. Kazimierskide, Gruyter, 2012)[7]
- Mathematical Theory of Evolutionary Fluid-Flow Structure Interactions (mit Igor Kukavica, Irena Lasiecka, Roberto Triggiani, Amjad Tuffaha und Justin T. Webster, Birkhäuser, 2018)
- Inverse Problems for Fractional Partial Differential Equations (mit William Rundell). AMS, Graduate Studies in Mathematics, 2023